# Dave Cullinan
Dave Cullinan, né le 8 mai 1968, est un coureur cycliste américain spécialiste de VTT de descente.

## Palmarès

### Championnats du monde
- 1992 :  Champion du monde de descente[1]

### Coupe du monde
Coupe du monde de descente
- 1993 : vainqueur d'une manche

Coupe du monde de dual slalom
- 1998 : 2e du classement général, vainqueur de 3 manches
- 1999 : 11e du classement général